# Martine de Rome
Pour les articles homonymes, voir Martine.
Martine est une vierge martyre, ayant vécu au IIIe siècle, considérée comme sainte dans l'Église catholique et orthodoxe et patronne de Rome.
Elle n'est connue que par la légende du récit de sa vie, sans fondement historique, puisque le christianisme jouit d'une tolérance quasi officielle sous le règne de l'empereur Sévère Alexandre.

## Hagiographie
Son hagiographie se développe au XVIIe siècle après la découverte de ses reliques en 1634.
Martine était la fille de nobles romains, son père ayant été plusieurs fois consul. À la mort de ce dernier, elle vendit tous ses biens et consacra cette fortune à des œuvres de charité.
Martine vivait au temps de l'empereur Sévère Alexandre qui selon cette légende persécutait les Chrétiens. Elle fut un jour arrêtée alors qu'elle était en prière dans une église, et conduite devant l'empereur. Elle fut conduite dans le temple d'Apollon afin d'y sacrifier, mais elle refusa, tandis qu'un tremblement de terre abattit le temple et la statue du dieu qui s'y trouvait. L'empereur fit alors torturer Martine, mais elle résista et entraîna la conversion de ses bourreaux. Elle fut déchirée avec des crochets de fer et amenée dans les arènes pour y être la proie des bêtes, mais les lions se couchèrent à ses pieds ; elle fut mise sur un bûcher : les flammes ne l'atteignirent pas mais brûlèrent les spectateurs. Finalement, l'empereur la fit décapiter.
La légende précise que deux aigles vinrent veiller sa dépouille avant qu'un autre chrétien pût venir l'inhumer.

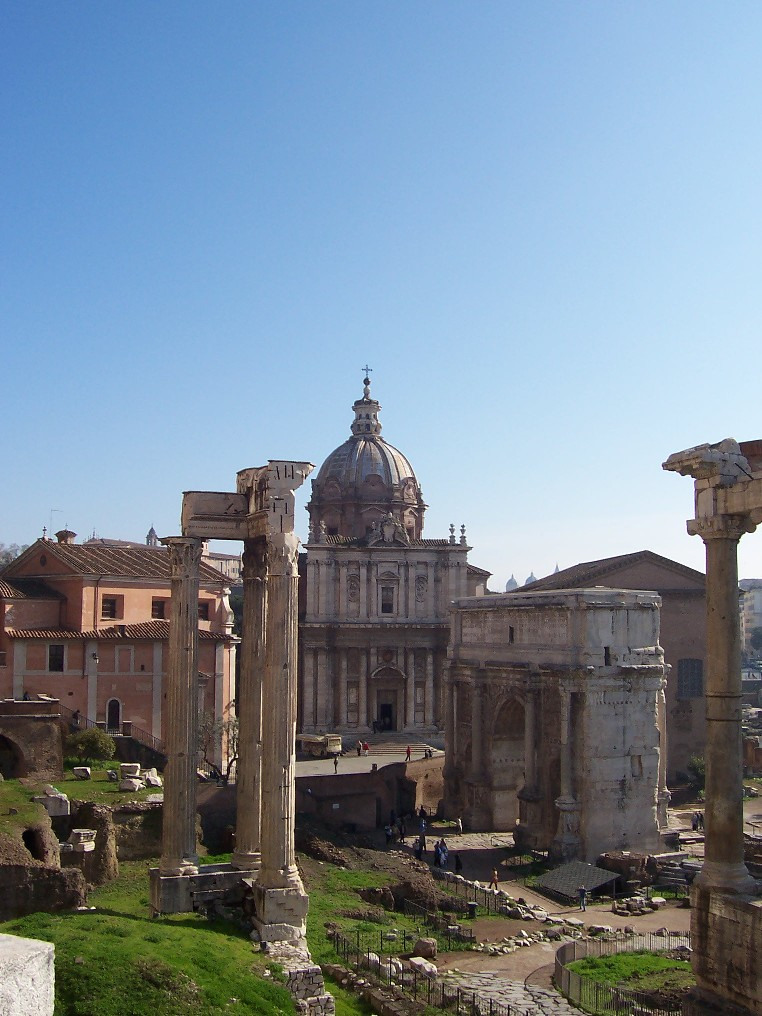
Église Santi Luca e Martina de Rome.

La plus ancienne mention du culte de sainte Martine se trouve chez le Pape Honorius Ier, au VIIe siècle qui lui dédia une église sur le forum de Rome (basilique Sainte-Martine), située à l'emplacement de l'actuelle église Santi Luca e Martina de Rome, vocable double adopté en 1588.
Ses reliques furent découvertes en 1634 dans un sarcophage en terre cuite dans la crypte de cette église, et à l’initiative du Pape Urbain VIII, son culte se développa. Pierre de Cortone, très impressionné par la découverte de son corps en 1634, est l'architecte de l'église Saint-Luc et Sainte-Martine reconstruite en 1635.
Sa fête instituée en 1635 est fixée au 30 janvier.

## Postérité
- Une église lui est dédiée à Pont-du-Château.
- Une ville du Québec porte le nom de Sainte-Martine.

## Sources
1. ↑  Jacques Baudoin, Grand livre des saints : culte et iconographie en Occident, Éditions Créer, 2006, p. 345
2. ↑  Paul Petit, Histoire générale de l’Empire romain, Seuil, 1974  (ISBN 2020026775), p. 335.
3. ↑  Chastelain, Le Martyrologe romain traduit en français… Tome contenant janvier et février, 1705, p. 13.
4. ↑  Pierre de Cortone.
5. ↑  Ste Martine, vierge et martyre.

- Le petit livre des saints - Rosa Giorgi - Larousse - 2006 - page 68 -  (ISBN 2-03-582665-9)
- Vie des Saints pour chaque jour de l'année - P. Giry -  p. 62-64
- (en)  Cet article contient des extraits traduits d'un article de la Catholic Encyclopedia dont le contenu se trouve dans le domaine public.